# Мацоха
Ма́цоха (чеш. Macocha, буквально «Мачеха») — карстовый провал, пещера-пропасть в карстовом массиве Моравский карст, Чехия.
Первым на дно пропасти спустился в 1723 году монах Лазарь Шоппер, и это стал первый в истории спелеологии зафиксированный рекорд мира по глубине пещер.

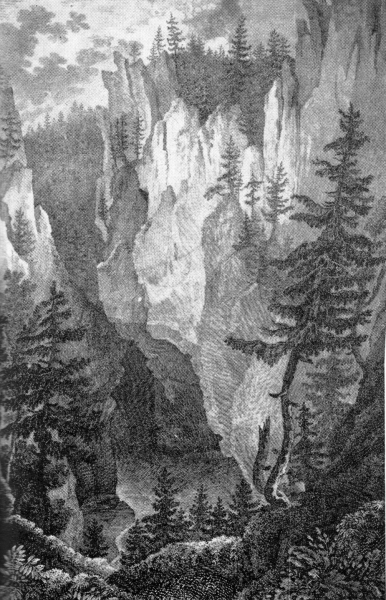
Мацоха в 1816 году.